# Holstebro Idrætspark
KRØYER PARK er Holstebros største stadion med plads til 8.000 tilskuere, hvoraf 500 kan finde plads på overdækkede siddepladser. Holstebro Boldklubs førstehold spiller her sine hjemmekampe.